# Milpitas (Kalifornija)
Milpitas je grad u američkoj saveznoj državi Kalifornija. Prema popisu stanovništva iz 2010. u njemu je živjelo 66.790 stanovnika.